# 말로야군
말로야군(Maloja Region)는 스위스 그라우뷘덴주의 11개 행정구역 중 하나이다. 면적은 973.65k㎥이고, 2020년 12월 31일 기준, 인구는 18,294명이다. 주 재조직의 일환으로 2017년 1월 1일에 만들어졌다.

## 지자체
| 베버                | 598   | 45.75  |
| Celerina/Schlarigna | 1,506 | 24.02  |
| Madulain            | 209   | 16.28  |
| 폰트레시나          | 2,195 | 118.2  |
| La Punt Chamues-ch  | 712   | 63.28  |
| 사메단              | 2,956 | 113.8  |
| 장크트모리츠        | 4,994 | 28.69  |
| 쉬찬프              | 685   | 138.04 |
| 실스 임 엥가딘/실   | 691   | 63.58  |
| 실바플래나          | 1,117 | 44.77  |
| 추오츠              | 1,207 | 65.79  |
| 브레갈리아          | 1,531 | 251.45 |